# Dave McCary
David Lawrence McCary (nascut el 2 de juliol de 1985) és un còmic, escriptor, productor i director estatunidenc. Del 2013 al 2018, va exercir com a director de segment i escriptor de Saturday Night Live. Està casat amb l'actriu Emma Stone, amb qui va cofundar la productora Fruit Tree.

## Primers de la vida
McCary va néixer a San Diego, Califòrnia. Es va graduar a la Monroe High School a Monroe (Wisconsin) el 2003. Més tard va assistir al Brooks Institute of Photography abans d'abandonar-se després de dos anys. McCary va ser amic de la infància de Kyle Mooney, i els dos van viure junts mentre Mooney assistia a la Universitat del Sud de Califòrnia.

## Carrera
El 2007, McCary va formar el grup de comèdia Good Neighbor amb Mooney, Beck Bennett i Nick Rutherford. El 2013, Good Neighbor va filmar un pilot per a Comedy Central, The Good Neighbour Show, produït per Will Ferrell i Adam McKay sota Gary Sanchez Productions. El mateix any, McCary es va unir a Saturday Night Live per la temporada 39 com a director de segment, amb Mooney i Bennett unint-se al el repartiment del programa. McCary va abandonar el programa al final de la temporada 43 el 2018. El 2024, McCary va tornar a SNL per dirigir l'esquetx pre-gravat "Papyrus 2".
El 2017, McCary va dirigir la pel·lícula de comèdia dramàtica Brigsby Bear produïda per The Lonely Island. La pel·lícula és protagonitzada per Mooney, Mark Hamill, Greg Kinnear, Matt Walsh, Michaela Watkins, Jorge Lendeborg Jr. i Ryan Simpkins. Es va estrenar al Festival de Cinema de Sundance el 23 de gener de 2017 i es va estrenar el 28 de juliol de 2017 per Sony Pictures Classics.
L'agost de 2020, McCary va cofundar la companyia de producció, Fruit Tree, amb un acord televisiu de dos anys a A24.

## Vida personal
McCary va començar a sortir amb l'actriu Emma Stone l'octubre de 2017. McCary i Stone van anunciar el seu compromís el 4 de desembre de 2019 i es van casar l'any següent. Van tenir una filla el 13 de març de 2021.

## Filmografia

### Cinema
| Any  | Títol                            | Director | Productor | Guionista | Notes | Refs.  |
| ---- | -------------------------------- | -------- | --------- | --------- | ----- | ------ |
| 2017 | Brigsby Bear                     | Sí       | No        | No        |       | [ 14 ] |
| 2022 | When You Finish Saving the World | No       | Sí        | No        |       | [ 15 ] |
| 2023 | Problemista                      | No       | Sí        | No        |       | [ 16 ] |
| 2024 | I Saw the TV Glow                | No       | Sí        | No        |       | [ 17 ] |
| 2024 | A Real Pain                      | No       | Sí        | No        |       | [ 16 ] |

### Televisió
| Any          | Títol                              | Director | Productor | Guionista | Notes                         | Refs.  |
| ------------ | ---------------------------------- | -------- | --------- | --------- | ----------------------------- | ------ |
| 2013–2018    | Saturday Night Live                | Sí       | No        | Sí        | Director de segment           | [ 14 ] |
| 2019         | My Favorite Shapes by Julio Torres | Sí       | No        | No        |                               | [ 18 ] |
| 2022         | Saturday Morning All Star Hits!    | Sí       | Sí        | Sí        | Directed live-action segments | [ 19 ] |
| 2023–present | The Curse                          | No       | Sí        | No        |                               | [ 20 ] |
| 2024–present | Fantasmas                          | No       | Sí        | No        |                               | [ 21 ] |

### Web sèries
| Any       | Títol                       | Director | Productor | Guionista | Notes | Refs.         |
| --------- | --------------------------- | -------- | --------- | --------- | ----- | ------------- |
| 2010–2013 | Epic Rap Battles of History | Sí       | No        | No        |       | [ 22 ] [ 23 ] |